# ینی قیز میدان
ینی قیز میدان (به لاتین: Yeni Qızmeydan، تا ۵ اکتبر ۱۹۹۹ نووو آستراخانکا Novoastraxanka) یک منطقه مسکونی در جمهوری آذربایجان است که در شهرستان شماخی واقع شده است. از سال 2014 این روستا را به عنوان یک روستای متروکه ذکر کرده اند.